# Középkori magyar irodalom

## A magyarországi irodalom kialakulása (Árpád-kor,11. század–13. század)

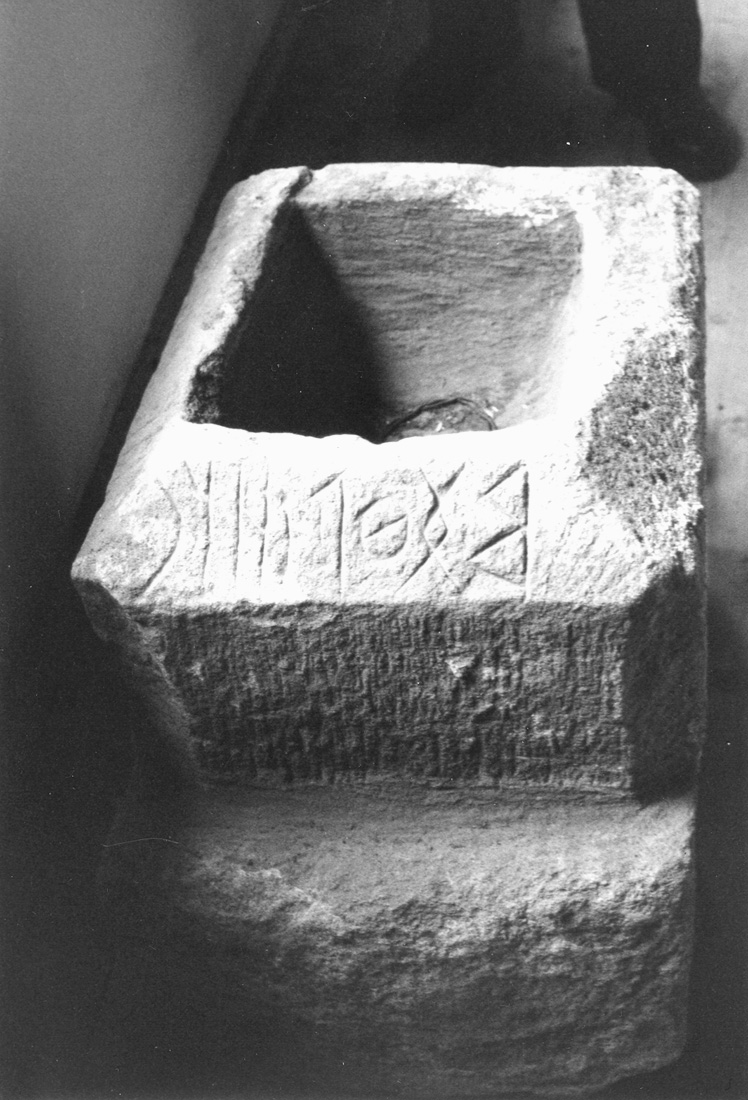
Rovásírásos középkori lelet

Az ősi magyar rovásírás fennmaradt emlékei alapján feltételezhető, hogy a magyaroknak már a honfoglalás előtt is volt írásbelisége, így talán irodalma is. A legkorábbi időkben a magyar nyelvet kárpát-medencei rovással és székely–magyar rovásírással írták, a magyarság csak Szent István uralkodása alatt kezdte a latinbetűs írását kialakítani. Szent István korától az 1832-ig terjedő időszakban használt latinbetűs írást régi magyar helyesírásnak nevezzük, míg az 1832-től kezdődő latinbetűs írást magyar írásnak. Egy példa a régi magyar írásra a Példák Könyve. A magyar irodalom története a 11. század elején kezdődik, ennél korábbról nincsenek fennmaradt írott emlékeink.

### Jogi és államtudományi irodalom
Az államalapítás után az irodalom művelése a latin nyelv ismeretéhez és az egyházi pályafutáshoz kapcsolódott. A középkori írók elsősorban a papok és szerzetesek közül kerültek ki. A magyar irodalom fejlődésében fontos szerepet játszottak a 12. századtól kezdve Itáliában és Nyugat-Európában megnyíló egyetemek is. Magyarok is rendszeresen látogatták például a híres padovai, bolognai és párizsi egyetemet. Jogtudományt, teológiát és filozófiát tanultak, legfőképpen a skolasztikus módszert. Néhányan az egyetemi tanári címet is elérték, mint például Paulus de Hungaria, aki a 13. század elején a bolognai egyetem kánonjog professzora volt, vagy az 1300 körül Párizsban tanító Alexander de Hungaria. A papok és szerzetesek mellett az egyetemekről kikerülő, de papi pályára nem lépő írástudók, az úgynevezett „deákok” lettek a magyarországi tudomány és irodalom fő művelői a középkor évszázadai alatt. Az írástudók feladata volt a jogi és államtudományi írások, a törvények, oklevelek és levelek megfogalmazása is. Ezeket ugyanolyan alaposan, az írói és retorikai eszközök alkalmazásával készítették el, mint a szépirodalmi műveket.
- Törvények és intelmek

A magyar irodalom kezdetét az Intelmek könyve Imre herceghez (Libellus de institutione morum ad Emericum) jelenti, amelyet Szent István király, illetve a király nevében egy ismeretlen szerző írt 1015 körül Imre herceghez.
- Oklevelek és levelek
  - Jean de Limoges, Uzsai János
  - Oklevélírás: IV. László, IV. Béla, III. Béla, V. István
  - Levélírás
    - Julianus barát De facto Ungariae Magnae (Jelentés Magna Hungáriáról) című irata két úti beszámolót tartalmaz a Domonkos-rendi szerzetes utazásairól a Volga mellett megtalált magyar őshazába, „Magna Hungáriába", az ott élő magyarokhoz. Az 1235-ös első út történetét Ricardus, a pápai udvarban dolgozó magyar domonkos szerzetesírnok foglalta írásba Rómában, az 1237-es utazásáról pedig maga Julianus számolt be a perugiai püspökhöz írt levelében.
    - IV. Béla: Levél a pápához, 1250. november 11.
    - Ladomér érsek: Ladomér irata, 1288. május 8., IV. Lászlót vádoló emlékirat.

### A történetírás kezdetei

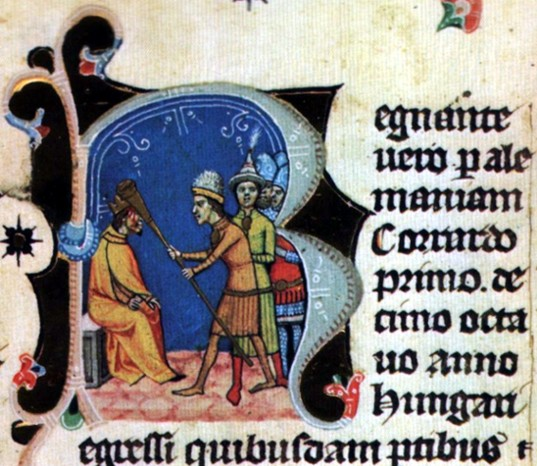
Lehel mondája a Képes krónikában

Az Árpád-kori történeti elbeszélő művek fő műfaja a geszta (latinul: gesta). A magyar őstörténetről valószínűleg létezett egy ősgeszta a 11. században, amely azonban nem maradt fenn. Ez már tartalmazhatta az ősi magyar eredetmondákat, a csodaszarvas történetét, a honfoglalásról a fehér ló mondáját, a kalandozások koráról pedig Lehel és Botond mondáját is.
- A legrégebbi fennmaradt magyar történeti mű a Gesta Hungarorum (A magyarok viselt dolgai). Ismeretlen szerzője megnevezésére az Anonymus (azaz „a Névtelen”) latin kifejezés terjedt el. Feltehetően III. Béla király jegyzője volt a 12. század végén. Művében a magyar honfoglalás történetét beszéli el. Iskolai tanulmányait valószínűleg Párizsban végezte, és ott ismerkedett meg a regényes geszta műfajával, amelyet mintául vett műve megírásához. A Gesta Hungarorum valószínűleg korábbi hazai feljegyzések és egyéb források alapján készült. Anonymus értékes hagyományanyagot őrzött meg a magyar nemesi nemzetségek múltjáról, továbbá hivatkozik a magyar népköltészetre, regösénekekre is.
- A Rogerius mester siralmas éneke (Carmen miserabile, 1240-es évek) a tatárjárásról szóló ritmikus prózai elbeszélés.
- Kézai Simon szintén Gesta Hungarorum címen ismert krónikája Anonymus alkotása mellett a korszak másik legjelentősebb történeti műve. Kézai külföldi történeti feljegyzésekből és korábbi magyar forrásokból állította össze művét 1280 körül. Műve Hunor és Magor híres történetével, a hunok és magyarok közös eredetének elbeszélésével kezdődik. Az első könyvben a hunoknak Attila haláláig és birodalmuk felbomlásáig, a másodikban pedig a magyaroknak a bejövetelüktől 1280-ig terjedő történetével foglalkozik.

### Világi szépirodalom
- Az Árpád-kori magyarországi latin költészet legszebb alkotása a Siralomének a tatár dúlta Magyarországról (Planctus destructionis Regni Ungarie per Tartaros, ismeretlen szerzőtől, 1242 körül). A költemény valószínűleg a Dalmáciába menekült IV. Béla környezetében keletkezett. Felfogása szerint a tatár hordák Isten büntetéseként zúdultak az országra. A versben felmerülő gondolatok a magyar költészetben egészen Zrínyiig megmaradtak.

### Vallásos irodalom
Reneszánsz

#### Hagiográfiai irodalom

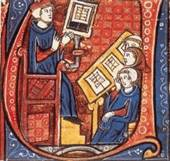
Egyetemi előadás egy 13. századi ábrázoláson

A hagiográfia a szentek életének, tetteinek leírása. Fő műfaja a legenda volt. A magyar szentek legendáinak általunk ismert írói Hartvik püspök és Mór püspök.
- Szent István király legendái

A többes szám azért indokolt, mivel három változata volt: Szent István király kis legendája, Szent István király nagy legendája és Szent István király legendája Hartvik püspöktől. Csak a harmadik legendaváltozat szerzőjéről tudunk. A legendát Hartvik püspök jegyezte le Könyves Kálmán kérésére. Művébe beolvasztotta mindkét legendaszöveget, melyek a király szentté avatására íródtak, 1083-ra. A nagy legenda 1077 körül született, mivel még nem ír az avatásról, a kis legenda születése pedig az 1083 utáni időszakra tehető.
- Szent Imre legendája

Keletkezése 1083 utánra tehető, amint a szöveg is bizonyítja. Szerzője a legendában Fulko íródeák, aki Álmos herceggel Konstantinápolyban járt 1108-ban vagy 1116-ban. Van olyan részlet is, mely arra utal, hogy Hartvik püspök ismerhette az Imre-legendát. Hőse: Imre herceg, Szent István fia.
- Szent Gellért püspök legendái
- Szent László király legendája
- Boldog Ilona legendája
- Szent András és Benedek legendája

#### Teológiai művek
- Magyar Boldog Pál (Paulus de Hungaria) a bolognai egyetem professzora volt, majd Szent Domonkos tanítványa lett és hazatért Magyarországra, ahol a Domonkos-rend egyik első elterjesztője volt. A rendalapító Szent Domonkos megbízásából írta Summa de penitentia (Gyóntatási kézikönyv) című művét 1221-ben.

#### Liturgikus énekköltészet

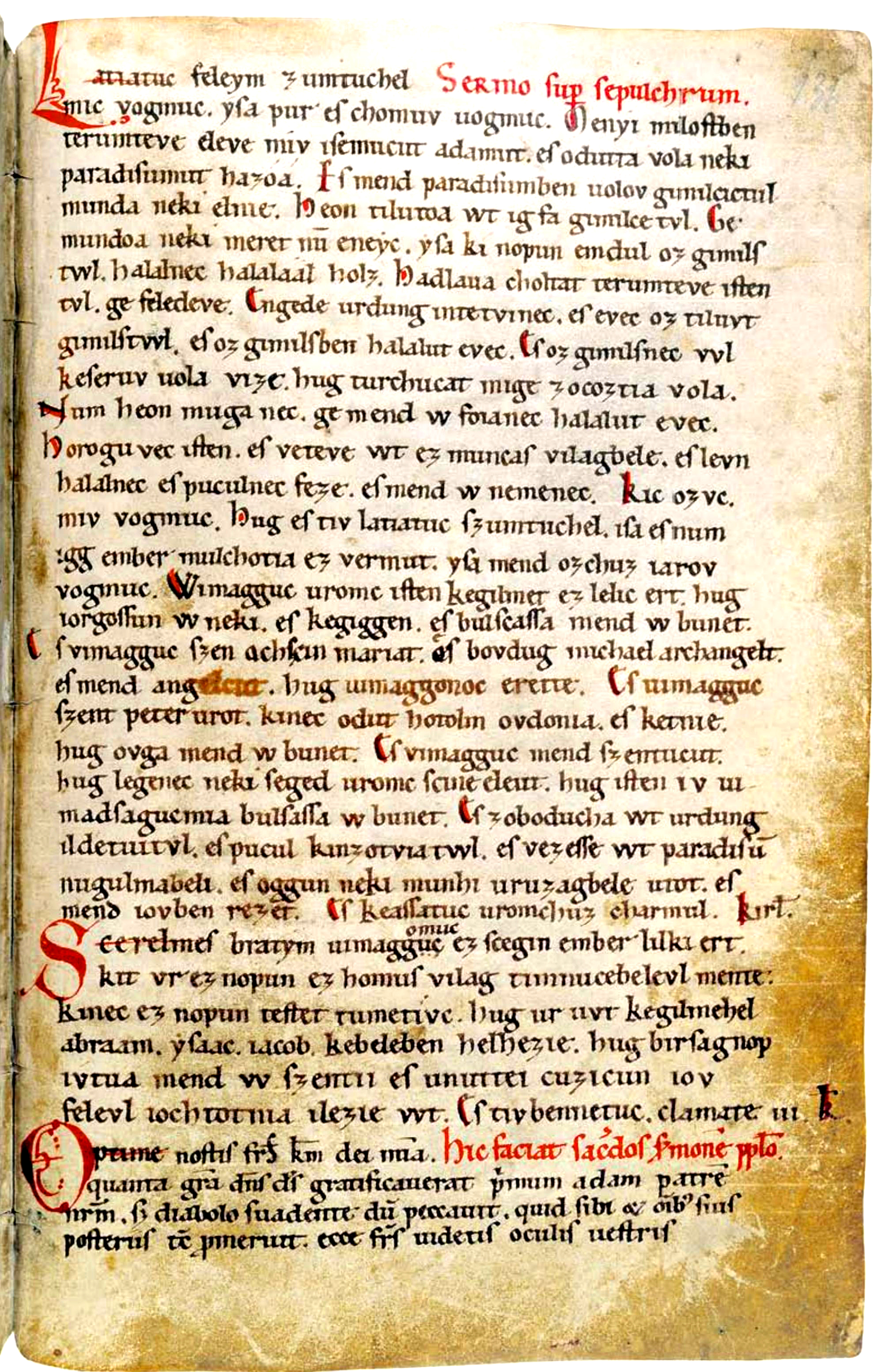
A Halotti beszéd eredeti szövege

A magyarországi szerzőktől származó liturgikus énekek közül a legtöbb a szekvencia és a himnusz műfajába tartozik. Különösen szép himnuszok maradtak fenn Szent Istvánról, Szent Imréről és Szent Lászlóról, de készültek himnuszok Szent Erzsébetről, Szent Margitról és még sokakról. A magyarországi himnuszköltészetben különleges szerepe van egy sajátos műfajnak, az úgynevezett verses históriának (Historia rythmica). A zsolozsmázás során énekelt szövegek (himnuszok, antifónák, reszponzóriumok) együttesét nevezték így, amelyek nem alkottak igazi epikus költeményt, de elbeszélő jellegük és egy témához kapcsolódó tartalmuk mégis eggyé kovácsolta őket. Valamennyi magyar szentről született ehhez hasonló, nagyobb terjedelmű együttes, amelyek általában kissé sablonossá tették hősük emberi alakját, és csak szent voltukat emelték ki az életükből. A gregorián hullámzásba néhol már egyedit csempésztek, a magyar nyelvre jellemző zeneiségből. A himnuszköltészet Magyarországon messze túlnőtt az egyházi liturgián, és formát, keretet adott szinte minden költői mondanivalónak.
- A Szent István verses históriája (Corde, voce, mente pura) valószínűleg egy ágostonrendi szerzetes munkája Ladomér érsek megbízásából. A mű ugyan szól a király emberi vonásairól is, de a hangsúlyt mégiscsak a pogányokat legyőző, hatalmas szent személyére helyezi.

#### A magyar nyelvű vallásos irodalom kezdetei
- Halotti beszéd
A Halotti Beszéd a legrégebbi fennmaradt magyar nyelvű irodalmi mű (Pray-kódex, 1192). A beszéd szövege két részből áll: egy 26 soros temetési beszédből és egy 6 soros könyörgésből. A temetési beszéd a kódex rákövetkező oldalán található latin szöveg szabad fordítása, a könyörgés pedig a néhány oldallal előrébb található latin szöveg pontos fordítása.
- Ómagyar Mária-siralom
Az Ómagyar Mária-siralom a legrégebbi magyar nyelven fennmaradt költemény (1300 körül). Egy franciaországi latin nyelvű himnusz fordítása. Gyönyörű nyelvi fordulatai és a kiforrott költői eszközök arra utalnak, hogy nem lehetett egyedülálló mű a korabeli magyar lírában. A vers a középkori magyar költészetnek nemcsak az első, hanem egyben a legtökéletesebb mesterműve, amelynek színvonalát csak a 16. századi reneszánsz kor költői nyelvezete éri majd újra el.

## A középkori irodalom virágzása (Anjou-kor,14. század)
A 14. századtól a könyvek (kódexek) mindinkább elszaporodtak, a korábbi pergamen helyett az olcsó papír és a gót folyóírás lépett használatba. 1367-ben nyílt meg az első magyarországi egyetem Pécsett, Vilmos pécsi püspöknek köszönhetően. A pécsi egyetem néhány évtizedig működött.

### Udvari retorikus irodalom

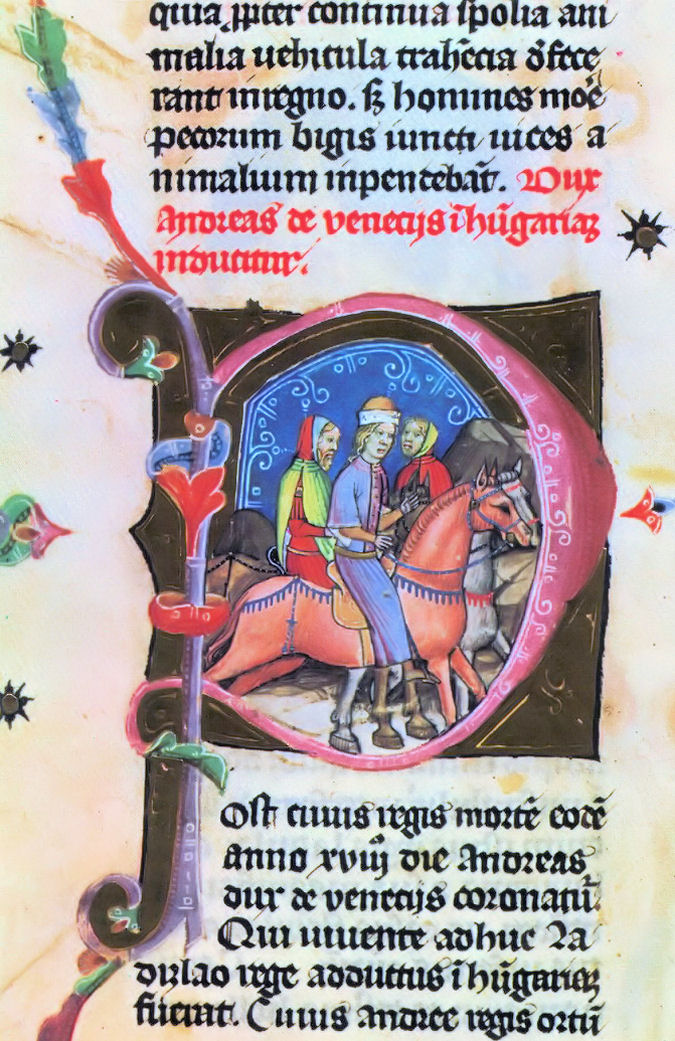
A Képes krónika egy lapja (1360)

- Levélírás: Nagy Lajos, Zsigmond király
- Oklevélírás: Mária királynő
- Emlékiratok
- Telegdi Csanád: Károly Róbert temetésére, Károly Róbert sírverse

### Krónikairodalom
- A feltételezhetően Kálti Márkhoz köthető 14. századi krónikakompozíció (Chronica Hungarorum, „A magyarok krónikája”) című munkája 1358 körül készült. A mű a középkori magyar történelem egyik legfontosabb forrása, amely I. Károly koráig követi nyomon az eseményeket. Öt kéziratos változatban maradt fenn. A leghíresebb a Képes krónika páratlan értékű, díszesen illusztrált kódexe.
- Küküllei János (1320-1394) Lajos király életrajza című művének (Chronicon de Ludovico rege, 1364/1365 és 1380-as évek vége) a hadi erény köré szervezi Lajos uralkodásának bemutatását. A szerző két részletben írta meg művét: az első, gondosabban kimunkált, Lajos uralkodásának első éveit feldolgozó részét 1364/1365-ben, a másodikat élete végén, 1387–1393/1394 között készítette el részben szemtanúként átélt élményeire, részben a kancellárián számára hozzáférhető okleveles információkra támaszkodva. Az első rész Lajos trónra kerülésétől 1352-ig kíséri figyelemmel az eseményeket minden részletre kiterjedően, gondosan megkomponált stílusban, a második (a 26. szakasztól) sokkal kevésbé részletes (az 1370-es évek hadjáratairól például nem szól), stílusa némileg nosztalgikusabb, egyben kevésbé csiszolt.
- A névtelen minorita műve a Geszta Lajos királyról. Töredék, a Küküllei-szövegbe betoldva maradt meg a Dubnici krónikában. 1345–1355 között követi nyomon az eseményeket. A szerző személye kétséges. Kristó Gyula szerint kétszerzős mű. Az első Anjou András nápolyi köréhez tartozhatott, munkáját később egy magyarországi minorita szerzetes – több kutató a műben többször felbukkanó János rendtartományfőnökre, Lokietek Erzsébet anyakirályné gyóntatójára gyanakszik, de Lackfi Dénes neve is felmerült – bővítette ki. Kronológiája nem pontos, értesülései részben a szemtanú tapasztalataiból, részben megbízhatatlan, alacsonyrendű forrásokból táplálkozik. A jellegzetes ferences történetírás terméke a mű: információi nem mindig megbízhatóak, de előadásmódja életteli. 1363/1364-ben készülhetett.
- Külföldi írók munkái
  - Monaci Lőrinc (Lorenzo de Monazis): II. (Kis) Károly története (1390 körül)
  - Eberhard Windecke, Kottaner Ilona, Mügeln Henrik

### Világi szépirodalom

#### A magyar nyelvű világi költészet kezdetei
- Lovagi irodalom: Az Európa-szerte népszerű elbeszélő költemények, a Trója-regény, a Nagy Sándor-regény, valamint Trisztán és Roland kalandos történetei magyar fordításban is léteztek. Történeti tárgyú énekek és balladák is készültek magyarul, sőt magyar személyekről, hősökről szóló költői elbeszélések is születtek  (például Zách Feliciánról, Tari Lőrincről, Toldi Miklósról). Bár a magyar nyelvű lovagi irodalom alkotásai írásban nem maradtak ránk, a későbbi magyar költők gyakran használták őket alapanyagul. Ilosvai Selymes Péter például a 16. században a még mindig élénk szájhagyomány alapján költi verses históriáját Toldiról.
- Vágáns költészet: A himnuszköltészet formáit alkalmazták, de azt szórakoztató világi tartalommal töltötték meg, sőt gyakran az egyház elleni gyilkos szatíra eszközévé is tették a vágánsok, akik mulattatással foglalkozó nyugat-európai vándor deákok voltak. (A nevükből ered a vagány kifejezés.) A 14. században keletkezett Planctus clericorum a vágáns költészet legkorábbi magyar nyelvű emléke. A vers a pápaságot ostorozza, és leleplezi, hogy a népre kivetett súlyos adókból a főúri papság milyen jól él.

### Vallásos irodalom

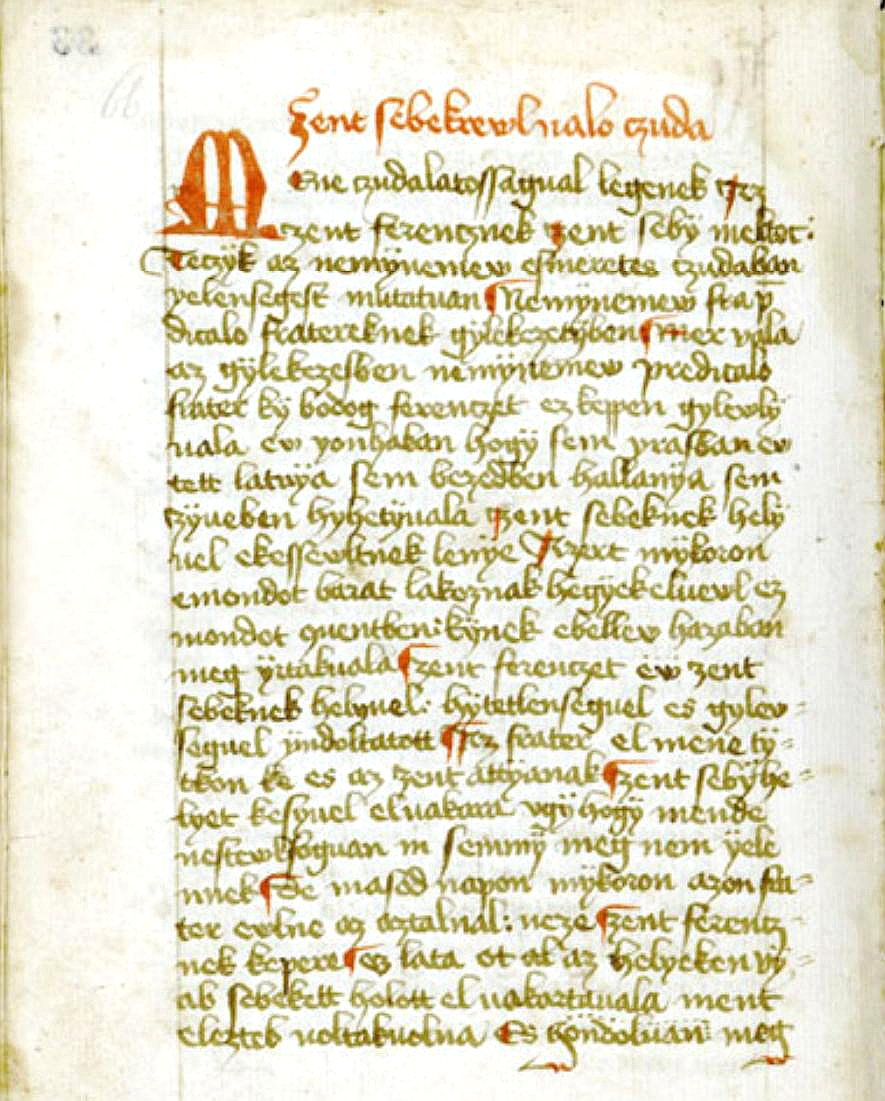
Szent Ferenc legendája, az első magyar nyelvű elbeszélő mű. Egy oldal A Jókai-kódexből.

A korszak vallásos irodalmát az Árpád-korhoz hasonlóan a világi híveknek szóló legendák és a prédikációk, valamint a papoknak szóló teológiai művek, dogmatikai és kánonjogi munkák, bibliai kommentárok, tudós prédikációk jellemzik.

#### Latin nyelvű egyházi irodalom
A teológiai munkák szerzői általában nem eredeti műveket írtak, hanem a korábbi munkákat kibővítésével és újraértelmezésével hozták létre alkotásaikat. A legfontosabb vallásos műfaj a legenda mellett a prédikáció volt, amelynek írását és szerkesztését külön tankönyvek, az ars predicandik szabályozták. A prédikációknak két fő típusa volt: a sermo ad clericos és a sermo ad laicos (a papokhoz, illetve a világi hívőkhöz intézett beszéd). Igényesebb tartalom, tudományos okfejtés főként az előbbit jellemezte, hiszen tanult hallgatóság előtt hangzott el s gyakran bonyolult teológiai kérdéseket boncolt – esetleg vitázó éllel. A hívők számára írott beszédekben (vagy helyesebben beszédmintákban, hiszen ezeket anyanyelven kellett tolmácsolni) viszont példák, tanulságos történetek elbeszélésével igyekeztek szemléletessé, közérthetővé tenni az elvont vallásos témát. Mindkét típusból maradt fenn magyar szerző által írt vagy összeállított néhány prédikáció-gyűjtemény.
- A Sermones sacri (Szentbeszédek) a világi hívők számára írt szentbeszédvázlatok egy ferences barát tollából az 1310-es évekből. Nevezetességét annak köszönheti, hogy a beszédek főbb gondolatait előre jelző és versjellegű sorokban összefoglalt úgynevezett distinctiókat három ízben magyar fordításban is közli. Ezek a magyarban is vers módjára összecsengő vezéreszmék Gyulafehérvári sorok címen legkorábbi összefüggő nyelvemlékeink közé tartoznak.
- A Sermones compilatae in Studio generali Quinque Ecclesiensi in Regno Ungariae (A magyarországi pécsi egyetemen készített beszédek) című mű domonkos eredetű tudós beszédgyűjtemény teológiai és filozófiai témákról. Prédikációit valószínűleg a pécsi egyetemen mondták el a különböző egyházi ünnepeken. Érdekessé teszik a gyűjteményt a magyar szentek ünnepeire írott prédikációk (Szent Istvánról 5, Erzsébetről 4, Lászlóról 2 és Imréről 1), melyek itt-ott az illető szent hazai legendájára is támaszkodnak, mondanivalójuk azonban nem különbözik a többi beszéd általános teológiai, tanító jellegű fejtegetéseitől.

#### Magyar nyelvű vallásos irodalom
- Szent Ferenc legendája

A Szent Ferenc legendája a magyar nyelvű elbeszélő irodalom legrégebbi emléke. Másolata a Jókai-kódexben maradt fenn, amely az első ismert magyar nyelvű könyv. A mű Assisi Szent Ferenc életét dolgozza fel, a latin Ferenc-legendából fordították magyarra. A magyar nyelv rendkívül fontos emléke.
- Szent Margit legendája

A Szent Margit legendája a másik legértékesebb korai magyar nyelvemlék, amely Szent Margit királylány életét és csodatételeit meséli el. Nyelvtörténeti értéke mellett a kor magyar történelme és művelődéstörténete szempontjából is fontos alkotás. Ráskay Lea, Margit-szigeti Domonkos-rendi apáca 16. századi másolatában maradt fenn.

## A késő középkor irodalma (15. század)

### Történetírás és jogi irodalom

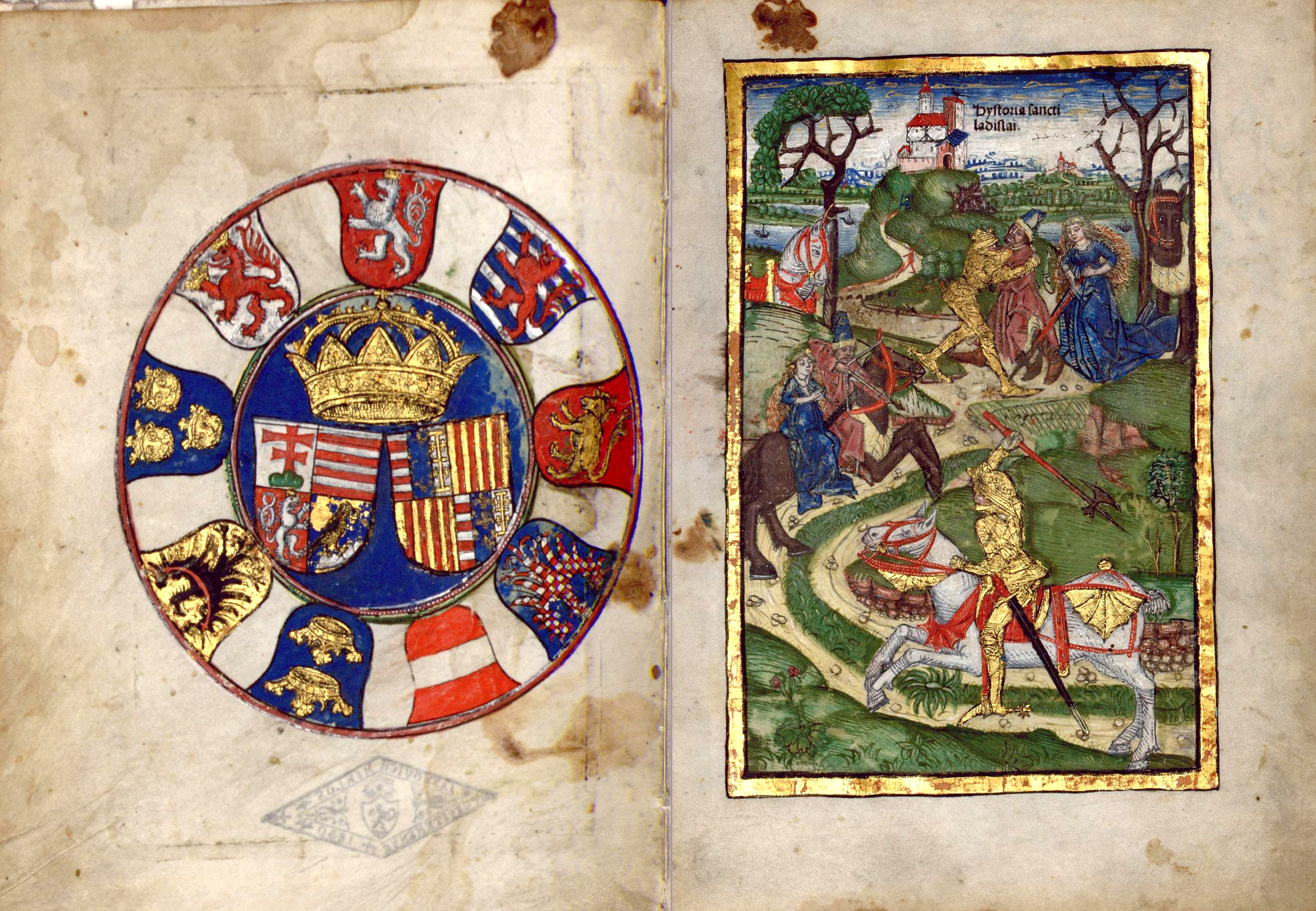
A Thuróczi-krónika első két lapja

- A Budai Krónika (eredeti címén Chronica Hungarorum) volt az első magyarországi nyomtatott könyv, amely 1473-ban készült el Hess András budai nyomdájában. A mű a magyar nép történetét dolgozta fel a kezdetektől Mátyás király koráig. A mű ismeretlen szerzője az Anjou-kor krónikái közül Kálti Márk krónikáját és János minorita barát munkáját, valamint a Küküllei János által írt Nagy Lajos életrajzot használta fel.
- Thuróczi János (kb. 1435–1489)

Thuróczi János világi írástudói pályát futott be, 1467-től az országbírói iroda jegyzője volt. Chronica Hungarorum című munkája (Thuróczi-krónika, 1488) a középkori magyar történetírás összegző műve. Elkészítéséhez felhasználta a korábbi magyar krónikákat, kora több külföldi földrajzi és történeti művét, valamint levéltári dokumentumokat és mindezt kiegészítette a saját fantáziájával. Az 1386-1458 közötti esztendőkről szóló rész Thuróczi eredeti elbeszélő művének tekinthető. A krónika nyomtatásban jelent meg Brünnben és Augsburgban színes fametszetekkel illusztrálva. A Budai Krónika után ez volt a második nyomtatásban megjelenő magyar történeti mű.
- Jogi irodalom: Kékesi Izsó János, Magyi János

### Világi szépirodalom

#### A magyar nyelvű világi költészet kibontakozása
A késő középkorból már több magyar nyelvű históriás ének, deákének és lírai vers is fennmaradt. Ezek alapján kikövetkeztethető a legrégibb ismert magyar versritmus: kétütemű sorok kötetlen szótagszámmal, a félsorok alliterációjával. A középkori versben a hangsúlyos verselés uralkodik, amelyben azonban verslábak is jelentkezhetnek: ez az „antikizáló hangsúlyos verselés”. Idővel egyre gyakoribb ritmuskísérő elem a rím.
- Történeti epika
  - Ismeretlen szerző: Jajcai Levéltöredék (Daltöredék Jajca megvételéről)
  - A Szabács viadala a legrégebbi fennmaradt magyar nyelvű históriás ének és egyben a leghosszabb magyar történeti ének. Mátyás király egyik híres haditettét beszéli el a szemtanú hitelességével. 1476 körül keletkezett. Szerzője valószínűleg Mátyás király asztalánál adta elő hangszeres kísérettel. Természetes stílusa, tömörsége és ritmusa ma is élvezhető olvasmánnyá teszik. Sorai általában 10 szótagból állnak.
  - A Gergely éneke Jaksics Demeter veszedelméről egy hét versszakra terjedő ének 1490 előttről. Jaksics Demeter vajda  történetét beszéli el, aki Mátyás király megbízásából sikeres követjárást teljesített a török szultánnál, majd a hazaúton a rátámadó törökök elleni egyenlőtlen küzdelemben vesztette életét.
  - Ismeretlen szerző: Pannóniai ének

- Propagandisztikus deákének
  - Szabatkai Mihály
  - Névtelen: Geszti László éneke
- Sírversek (epitáfiumok)
  - Lászai János

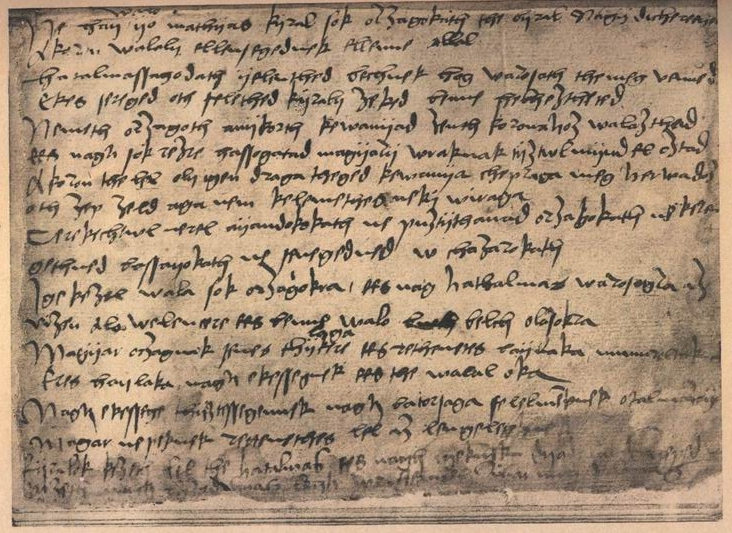
„Néhai való jó Mátyás király…”

  - Névtelen szerző: Hunyadi epitáfium
  - Névtelen szerző: De sancto Ladislao
  - Névtelen szerző: Ének László királyról
  - A Mátyás király halálára való emlékdal (Néhai való jó Mátyás király…) minden valószínűség szerint 1490-ben, közvetlenül az uralkodó halála után keletkezett. A művet a Gyöngyösi-kódexben szereplő későbbi másolatából ismerjük.
- Rekordáló énekek
- Vágáns szatírák: Magyi kódex, Apáti Ferenc: Cantilena
- Virágénekek

A virágének a szerelmi dal legelterjedtebb műfaja ebben a korban. Szerelmi-erotikus témájú lírai dal, amely elnevezését a virágnyelv szimbolikája nyomán kapta. E dalokat alantas irodalomnak tekintették, terjesztésüket tiltották, így a fennmaradt emlékek hiányosak vagy töredékesek. A legkorábbiak: a Soproni virágének (1490), a legrégebbi, töredékes virágének, a Körmöcbányai táncszó és a Zöldvári ének.

### A kolostorok vallásos irodalma (15-16. század)

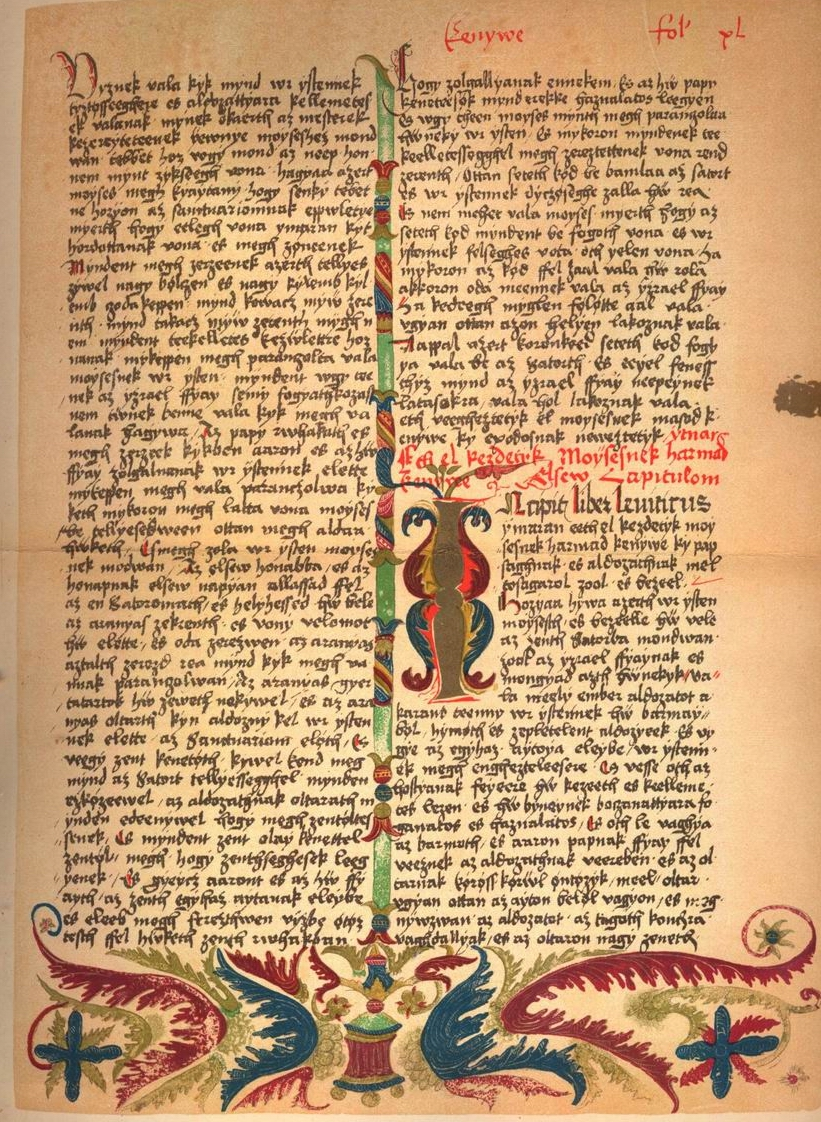
Jordánszky-kódex, az első csaknem teljes magyar Biblia

#### Latin nyelvű kolostori irodalom
- Michael de Hungaria, magyar Domonkos-rendi szerzetes Sermones tredecim universales (Tizenhárom általános beszéd) című műve a 15. században egész Nyugat-Európában igen népszerű volt. A szigorú skolasztikus tárgyalásmódhoz ragaszkodó, de tanulságos példákat is bőven alkalmazó beszédei az uralkodásról, szolgálatról, halálról és hasonló témákról szólnak. A szerző hatalmas olvasottsággal rendelkezett, nemcsak az egyházatyákat és a nagy középkori teológusokat, hanem az ókori klasszikusokat is kiválóan ismerte.
- Prédikációk
  - Temesvári Pelbárt
  - Laskai Osvát nevéhez két prédikáció-gyűjtemény fűződik, Stellarium (Csillagkoszorú) és Pomerium (Gyümölcsöskert) címmel.
- Csanádi Albert (kb. 1492 - 1512)

Pálos szerzetes volt. Munkáit túlnyomó részt latin nyelven alkotta. Ismertebb művei: Beszédek Szent Pál remete dicsőítésére, Szent Pál remete élete, Jézus szenvedéseinek leírása, Himnusz Gyümölcsoltó Boldogasszony ünnepére.

#### Magyar nyelvű kolostori irodalom
- Az első magyar bibliafordítások
A Biblia legkorábbi magyar fordításai a legbőségesebb és ezért a legfontosabb középkori magyar nyelvemlékek.
  - A huszita Biblia a legrégebbi fennmaradt magyar bibliafordítás a 15. század közepéről, amelynek csak egyes részei maradtak ránk különböző kódexekben.
  - A Jordánszky-kódex tartalmazza az első ránk maradt csaknem teljes bibliafordítást, egy ismeretlen pap munkáját 1519-ből.
- Anyanyelvű prédikációk, imádságok
  - A Karthauzi Névtelenként ismert karthauzi szerzetes a késő középkori magyar fordításirodalom egyik legnagyobb alakja. Műve az Érdy-kódex másolatában maradt fenn. A mű az egész évre szóló prédikációkat tartalmaz, valamint az egyházi év kilencven főbb szentjének a legendáit is magában foglalja, közöttük valamennyi magyar szentét.
  - Nyujtódi András, székelyföldi ferences szerzetes imádságokat és elmélkedéseket tartalmazó műve a Székelyudvarhelyi kódex másolatában őrződött meg. A mű nem fordítás, hanem az első magyar nyelven fennmaradt teológiai munka.
- Magyar nyelvű vallásos elbeszélés
  - Regényes legendákA Barlám és Jozafát legenda

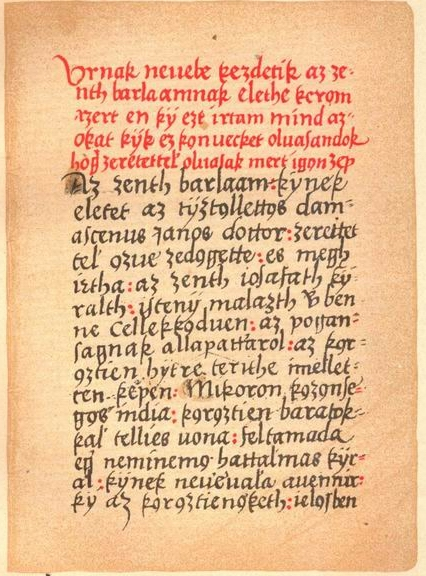
A Barlám és Jozafát legenda

    - A Barlám és Jozafát egy ókori indiai legendának, Buddha történetének keresztény átdolgozása (Kazinczy-kódex, 16. század eleje). A történet Jozafát, rabságban tartott indiai királyfi szökéséről, és a Barlám nevű remetével kötött barátságáról szól, aki megtéríti és megkereszteli őt. A királyfi később megörökli a trónt, de elhagyja királyságát és Barlámhoz csatlakozik a pusztában.
    - A Makárius legendája világi elemekkel teletűzdelt vallásos elbeszélés (Teleki-kódex, 16. század eleje). A mű forrása egy latin legendagyűjtemény, emellett pedig a korszakban igen divatos Nagy Sándor regények hatását tükrözi. Főhőse három vándor szerzetes, akik a Mennyország kapuját keresik, és közben megannyi mesebeli fantasztikus kaland és látomás éri őket. Céljukat ugyan nem érik el, de megismerik Makáriust, a szent remetét, aki feltárja előttük az igazságot.
    - Elek-legenda, Anna-legenda, Szent Kereszt legenda, Szent Katalin legenda

  - Példázatok („példák”)
    - A világ asszonya
    - A tanyán zsolozsmázó szerzetesek
    - A verembe esett ember az egyik legérdekesebb fennmaradt példázat. Egy parázna embert egy egyszarvú üldözött, mire az menekülés közben beugrott egy verembe. Itt egy bokorba kapaszkodott, melynek tövét egy fekete és egy fehér egér rágta. Lábait a verem falába vetette meg. Négy lyuk volt a verem falán, ahonnan négy mérgeskígyó jött ki. A verem alján egy tűzokádó sárkány ült. Mikor a bokor tövéből méz csurgott ki, az ember elfeledve, hogy milyen veszélyek leselkednek rá, nyalogatni kezdte azt. Barlám a példázatot így magyarázza a királyfinak: a verem az élet, a sárkány a tűzokádó pokol, a fehér egér a nappal, a fekete egér az éjszaka. A két egér öregíti az embert, a kígyók a test elfeslését végzik, a méz a világ hamis gyönyöre, ami becsapja az embert, hogy ne lássa a veszedelmet. A példázat a Barlám és Jozafát legendába lett beleszőve.

  - Látomások
    - Ördögvíziók: Túlvilági jelenések beszámolói a gyönyörködtetés vagy elrettentés szándékával, ilyen például a ''Visio Filiberti és a Visio Tungdali.
    - Mennyei látomások: Engelhard: Exemplum mirabile
- Magyar nyelvű vallásos líraSzent Bernát himnusza a Czech-kódex egy oldalán

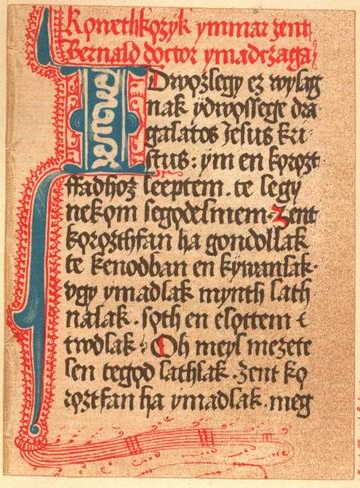
Szent Bernát himnusza a Czech-kódex egy oldalán

  - Himnuszfordítások és verses imádságok
    - Tatai Antal a budaszentlőrinci pálos kolostor hitszónoka, 1487-től az egyetlen magyar alapítású szerzetesrend, a pálos rend vezetője volt. Művei a Remete Szent Pálról szóló himnuszok (1476 körül).
    - A „Tíz-sorosok mestere” ismeretlen kolostori versszerző, az első egyéni stílusú költőszemélyiség a magyar nyelvű irodalomban. A kutatások négy himnuszfordítást kapcsolnak hozzá: a Winkler-kódexben olvasható Asztalnak szent dícsérete, Jó és gonosz szerzetesnek dícséreti és szidalma, és Szent ének, ki dícséri Szíz Máriát és az ő szent fiát, valamint a Példák Könyvében szereplő Istenes élet regulái. Keletkezésüket a 15. század végére teszik.
    - A himnuszfordítások közül közül kiemelkedik még a Szent Bernát himnusza a fölfeszített Krisztushoz (Czech-kódex, 16. század eleje). Ez Szent Bernát énekének nem sorról sorra való fordítása, hanem inkább szabad átdolgozása, amelyben sok van a szerző költői ihletéből.
    - Vásárhelyi András, ferences szerzetes a szerzője a magyar vallásos líra egyik legjelesebb darabjának, amely Vásárhelyi András éneke a Szűz Máriához címen ismert (Peer-kódex, 1508). A költeményben a szerző Szűz Máriához, Magyarország védőasszonyához fordul esedezve.

  - Egyházi népénekek
- A magyar nyelvű dráma kezdetei
  - A haláltánc a drámai műnemmel érintkező műfaj volt, amely a 14. századi nagy pestisjárványok idejétől vált népszerűvé. Élete utolsó percében a halál mindenkit fölkér egy utolsó táncra, miközben a fölkért elmondja elkárhozásának történetét. A haláltánc a halál egyetemességét és demokratizmusát hirdeti. Magyar képviselője a Példák Könyve kódexben található Elmegyek meghalni című alkotás, amely a korabeli társadalom valamennyi típusát felsorakoztatja.
  - A vetélkedés féldramatikus középkori műfaj volt. 16. század eleji magyar fordítású darabjai: Test és Lélek vetélkedése, az Élet és Halál vetélkedése, Vetélkedés a lélekért, Az apostolok versengése, Angyal és ördög vitája. A szövegeket a kolostorokon belül, egymás között elosztott szöveggel olvashatták fel.
  - A Három körösztény leány az első ránk maradt terjedelmesebb magyar nyelvű drámai mű. A mű kézirata a Sándor-kódexben található. Eredetije egy 10. századi német misztériumjáték volt Hrotswitha tollából, a fordítás 1501 körül készülhetett. Nem színpadi előadásra készült, a latin eredeti drámai formáját a magyar fordító gyakran epikus formára változtatta. A dráma cselekménye három leány története, akiket a törökök elfognak és a szultán elé visznek. Mivel keresztény hitüket nem hajlandók megtagadni, börtönbe vetik őket. A börtönfelügyelő a házába viteti őket, de udvarlását elutasítják. Ettől kezdve meseszerűvé válik a történet. A börtönfelügyelőt a lányok ördöggé változtatják. Az ördöggé vált török kínpadra akarja vonatni őket, de újabb csodák hiúsítják meg szándékát. A szultánhoz is eljut a dolog, és a lányok újabb kegyetlen próbatételek elé kerülnek, amelyekben ismét isteni csoda segíti meg őket, és a törökök elképedésére a mennybe emelkednek.

#### Magyar nyelvű kolostori kódexek

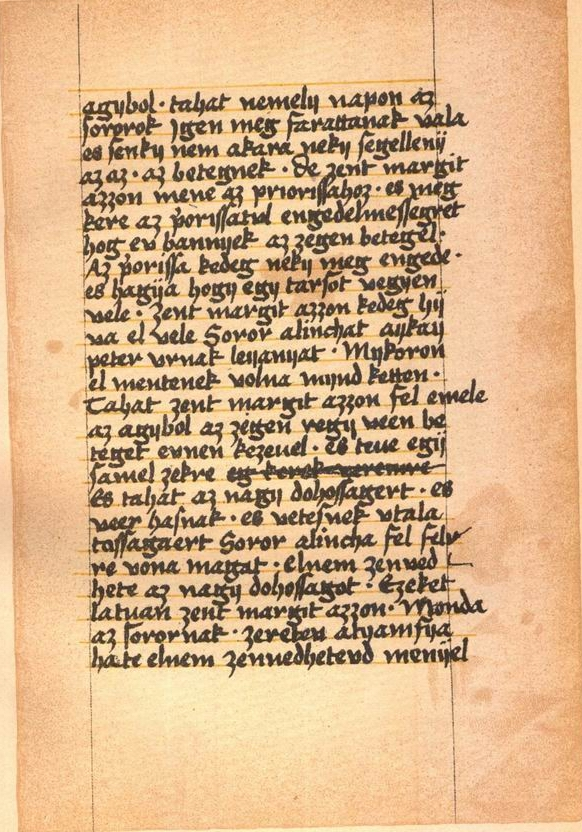
A Margit-legenda kódexe Ráskay Lea kézírásával

Az előbbiekben tárgyalt magyar nyelvű vallásos művek többsége, de számos világi alkotás is a kolostori kódexekben maradt fenn. Összesen 46 késő középkori magyar nyelvű kódex ismert. A legfontosabbak a következők:
- Ferences kódexek: Jókai-kódex (15. század közepe), Guary-kódex (16. század eleje), Winkler-kódex (1506), Nádor-kódex (1508), Bod-kódex (1508), Nagyszombati kódex (1512–13), Lobkowitz-kódex (1514), Keszthelyi-kódex (1522), Lázár-kódex (1525), Teleki-kódex (1525–31), Székelyudvarhelyi kódex (1526–28), Kazinczy-kódex (1526–45), Tihanyi-kódex (1530–32)
- Pálos kódexek: Festetich-kódex (1493), Czech-kódex (1513), Jordánszky-kódex (1516–19), Peer-kódex (1526), Gyöngyösi-kódex (16. század)
- Domonkos kódexek
  - Ráskay Lea másolatai: Margit-legenda (1510), Példák Könyve (1510), Cornides-kódex (1514–19), Domonkos kódex (1517), Horvát-kódex (1522),
  - Sövényházi Márta másolatai: Érsekújvári kódex (1529–31), Thewrewk-kódex (1531)
  - Egyéb másolatok: Sándor-kódex (1521), Könyvecse (1521), Gömöry-kódex (1516)
- Premontrei kódexek: Lányi-kódex (1519), Pozsonyi-kódex (1520)
- Karthauzi kódexek: Érdy-kódex (1524–27)

### Az első humanista írók Mátyás és a Jagellók korában
- Vitéz János (1408-1472)
- Andreas Pannonius (1420-?) a legönállóbb középkori magyar gondolkodó volt. Bár elsősorban a skolasztikus hagyományhoz kapcsolódott, műveiben a humanistákat foglalkoztató alapvető kérdéseket állítja a középpontba. Az ő műveivel jutott el a magyarországi egyházi tudományosság arra a szintre, hogy a nemzetközi teológiai irodalom számára is figyelemre méltót alkosson.
- Janus Pannonius (1434-1472)

- Mátyás király humanista tudósai

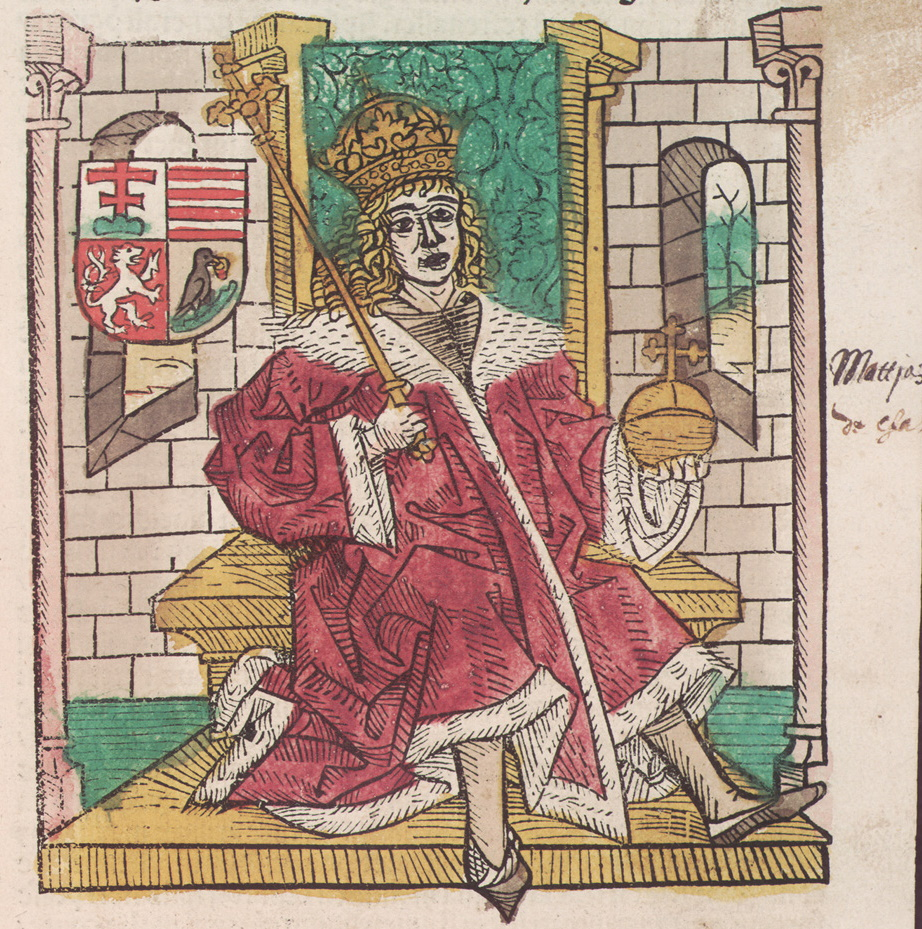
Mátyás a Thuróczi-krónikában

  - Galeotto Marzio (1427-1497?): Mátyás király kiváló, bölcs, tréfás mondásairól és tetteiről, (1485), anekdotikus beszámoló a humanista magyarországi élményeiről.
  - Pietro Ransano (1428-1492): Minden idők évkönyvei. Az író egész életén keresztül írta, mégis befejezetlen maradt. Célja az egész világtörténelem feldolgozása a vallásos humanizmus szellemében. Forrásai: a modern világtörténelem és az akkori friss irodalom. Magyar vonatkozású részleteket is tartalmaz, pl.: Hunyadi János és a várnai csata.
  - Antonio Bonfini (1427-1502): Magyar történet. Mátyás király felkérésére és kincstári finanszírozással tíz esztendeig írta a magyarság történetét.
- Jagelló-kor
  - Stephan Stieröchsel (Taurinus): Stauromachina
  - Nagyszombati Márton: Magyarország főuraihoz
  - Werbőczy István (1460k-1541): A Tripartitum vagy Hármaskönyv 1517-ben jelent meg, a feudális jogrendszert védi a köznemesi érdekek szerint. Törvényerőre sosem emelkedett joggyűjtemény, amely mégis a 19. századig meghatározó erejű maradt a magyar jogrendben.
  - Brodarics István (1470-1539): Igaz történet (De conflictu Hungarorum cum Solymano Turcorum imperatore ad Mohach historia verissima, 1527). Levél a mohácsi csatáról. Műfajteremtő értékű alkotás, amelynek történeti forrásértéke és szépirodalmi értéke is páratlan.

### Hess András budai nyomdája
Hess Andrást, Gutenberg egyik első tanítványát Mátyás király hívta Rómából Budára, ahol 1472-ben rendezte be műhelyét. (Magyarország a világ 6. országa volt, ahol a könyvnyomtatás megkezdődött.) Hess nyomdájából 1473. június 5-én került ki az első magyarországi nyomtatott könyv, a Budai krónika néven közismert latin nyelvű mű (eredeti címén Chronica Hungarorum). Más nemzeteknél ritkán fordult elő, hogy első nyomtatványként világi könyveket jelentessenek meg. A Budai krónika megjelent példányai gyorsan elkeltek. Példányszáma a korabeli nyomdák gyakorlatának ismeretében 240 lehetett. A Budai krónikáról a későbbiekben számos kéziratos másolatot is készítettek. A műnek mára mindössze tíz példánya maradt fenn. A Chronica Hungarorumon kívül még két görög nyelvű munka latin fordítása került ki a budai nyomdából: Basilius Magnus A költők olvasásáról és Xenophón Szókratész védőbeszéde című műve. Hess halála után nyomdája is megszűnt.